# Міра Бореля
В математиці мірою Бореля на множині дійсних чисел {\displaystyle \mathbb {R} } називається міра на борелівській сигма-алгебрі визначеній в {\displaystyle \mathbb {R} }, що на кожному інтервалі [a, b] рівна b − a. Ця міра є неповною. Довільна множина, вимірна за Борелем, є також вимірною за Лебегом.
Більш загально, якщо X — локально компактний гаусдорфів простір, мірою Бореля називається будь-яка міра на сигма-алгебрі {\displaystyle {\mathfrak {B}}(X)} борелівських множин в X. 